# Нилюфер-хатун
Нилюфе́р-хату́н (осман. نیلوفر خاتون‎ / Nilüfer Hatun), также Люлюфе́р-хату́н (осман. لولوفر خاتون‎; тур. Lülüfer Hatun) и Улюфе́р-хату́н (осман. اولوفر خاتون‎; тур. Ülüfer Hatun) — наложница правителя Османского бейлика Орхана I, мать султана Мурада I.

## Биография

### Происхождение
По общепринятой версии, Нилюфер была византийской гречанкой, дочерью текфура Ярхисара. Некоторые исследователи называют именем Нилюфер, данным ей при рождении, Холофира (Оливера). Дата её рождения неизвестна.
Согласно записям XV века, Нилюфер стала женой Орхана, когда он был молод, а его отец только набирал силу. Нилюфер была обручена с текфуром Белокомы; этот союз был направлен против Османа I. Весной 1299 года (по другим данным в 1300 году) Осман со своими людьми был приглашён на празднование свадьбы в Калдыраке близ Белокомы, где текфуры запланировали его убийство. Однако во время празднований Осман I захватил Белокому, и Нилюфер оказалась в числе его пленников. Девушка была подарена Османом I его сыну — будущему уджбею Орхану I; также, существует версия о том, что Осман I планировал оставить девушку в своём гареме. В случае, если Нилюфер была первой женой Орхана, она также стала первой иностранкой в гареме османских правителей.
Версия XV века о попадании Нилюфер в гарем подвергается сомнениям: так, Лесли Пирс отмечает, что история с захватом невесты на свадьбе в Белокоме могла быть основана на реальном событии, однако касалась она не Нилюфер, а другой жены Орхана — также гречанки Аспорчи; византийские источники также не подтверждают этой версии. При этом, Пирс считает, что Нилюфер попала в гарем в более позднее время и могла быть не женой, а наложницей Орхана. По мнению Пирс, жёны Орхана, происходившие из знатных христианских семей, сохраняли свою веру и имена, а Нилюфер скорее всего была наложницей улубея, получившей имя в гареме — в переводе с персидского Нилюфер означает «водяная лилия»; Пирс отмечает, что для XIV и XV веков было нормой давать наложницам-рабыням персидские имена обозначавшие растения или птиц. Версию Пирс о том, что Нилюфер была греческой рабыней, косвенно подтверждает и Годфри Гудвин в своей книге «Закрытый мир османских женщин», где называет Нилюфер последовательницей ислама, хотя она также интересовалась мистическими учениями. Так же, по мнению Ашикпашазаде, тот факт, что сын Нилюфер, Мурад I, родился примерно в 1326 году, исключает вероятность того, что она была дочерью текфура Ярхисара, похищенной более двадцати пяти лет назад. Кроме того, брак с дочерью текфура не имел для Орхана или его отца политических перспектив.

### Встреча с Ибн Баттутой
Арабский путешественник Ибн Баттута, посетивший Изник примерно в 1331 году, встретился здесь с главной женой Орхана I византийской принцессой Билун-хатун, имя которой в источниках имело вариации Беялун/Суйлун и Биливен/Ниливен. Из-за созвучности варианта имени Ниливен с именем Нилюфер, а также происхождения из византийской знати, поздние исследователи считали, что Билун и Нилюфер — это одна и та же женщина.
По мнению Лесли Пирс, Ибн Баттута встречался не с Нилюфер, а с другой женой Орхана. Согласно записям Ибн Баттуты, он посетил недавно завоёванный Изник, когда Орхан осматривал другие свои крепости, а городом управляла его жена. Ибн Баттута получил аудиенцию у Хатун, которую он описал как «благочестивую и красивую женщину», и позднее говорил, что «она приняла меня с честью, даровала приют и послала дары». Сомнительно, чтобы Нилюфер — матери младшего ребёнка Орхана — были дарованы такие привилегии и публичные обязанности.

### Потомство
Традиционно Нилюфер считается матерью двух сыновей Орхана I — Сулеймана-паши (ум. 1359) и будущего султана Мурада I (1326—1389). В отношении Мурада сомнений у историков не возникает, однако Сулейман, самый влиятельный сын Орхана при его жизни, мог быть сыном другой женщины — вероятно, Эфтандисе-хатун. Лесли Пирс обосновывает это тем, что Нилюфер впервые появляется в документах вакфа Орхана в 1324 году; Мурад же, по общепринятой версии, родился два года спустя, когда у Орхана уже было трое сыновей, включая Сулеймана, и все они были достаточно взрослыми, чтобы исполнять государственные дела. Таким образом, на момент рождения Сулеймана Нилюфер ещё не вошла в султанскую семью; более того, разница в возрасте Сулеймана и Мурада, составлявшая около двадцати лет, была слишком велика, чтобы они были полнородными братьями. Феридун Эмеджен, автор статьи о Нилюфер в «Исламской энциклопедии», также придерживается версии о том, что Сулейман не был сыном Нилюфер.

### Последние годы и смерть

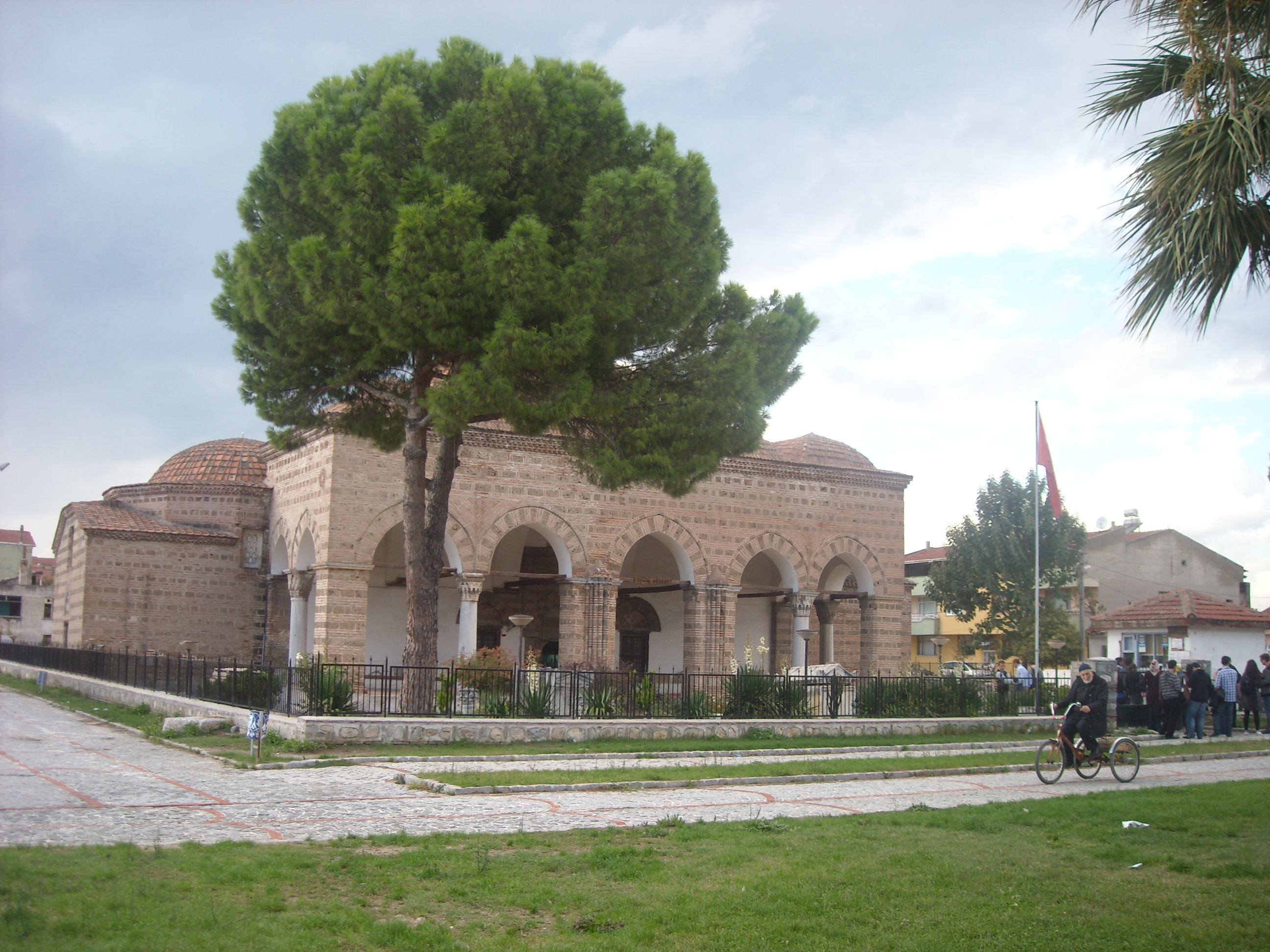
Имарет Нилюфер-хатун

С 1331 года Нилюфер долгое время оставалась в Изнике. В 1359 году её сын стал правителем Османского бейлика, а затем и султаном Османской империи; сама Нилюфер получила титул, аналогичный появившемуся позднее титулу валиде-султан.
В Изнике в 1388 году по приказу Мурада I в память о его матери был построен имарет (благотворительная кухня), что говорит о том, что Нилюфер умерла не позднее начала 1380-х годов. Нилюфер умерла в Бурсе и была похоронена здесь же в гробнице мужа.
Имарет Нилюфер-хатун был построен при вакфе, действовавшем на средства Нилюфер при её жизни и переданном дервишам после неё; работу вакфа обеспечивали хамам, дорожный налог, караван-сарай в Бурсе, семнадцать зданий, сдававшихся в аренду под торговлю, и другая собственность, что говорит о немалом богатстве Нилюфер. Имарет Нилюфер-хатун был отреставрирован в 1955 году, и в 1960 году в нём открылся музей Изника.